# 滨湖街道 (洪湖市)
滨湖街道，是中华人民共和国湖北省荆州市洪湖市下辖的一个乡镇级行政单位。

## 行政区划
滨湖街道下辖以下地区：
新旗村、远景村、荣峰村、小河村、龙湾村、洪湖村、付湾村、杨咀村、乘风村、大口村、新咀村、金塘村、三八湖村、金湾村、茶坛村、太马湖村、汉沙村、洪狮村、张坊村、斗湖村、滨湖村、船头咀村、大口街道社区、蔡家河村和畜牧良种场村。